# Karate gi
Karategi (空手着 o 空手衣?, karategi) è il nome giapponese per la divisa da allenamento del karate.

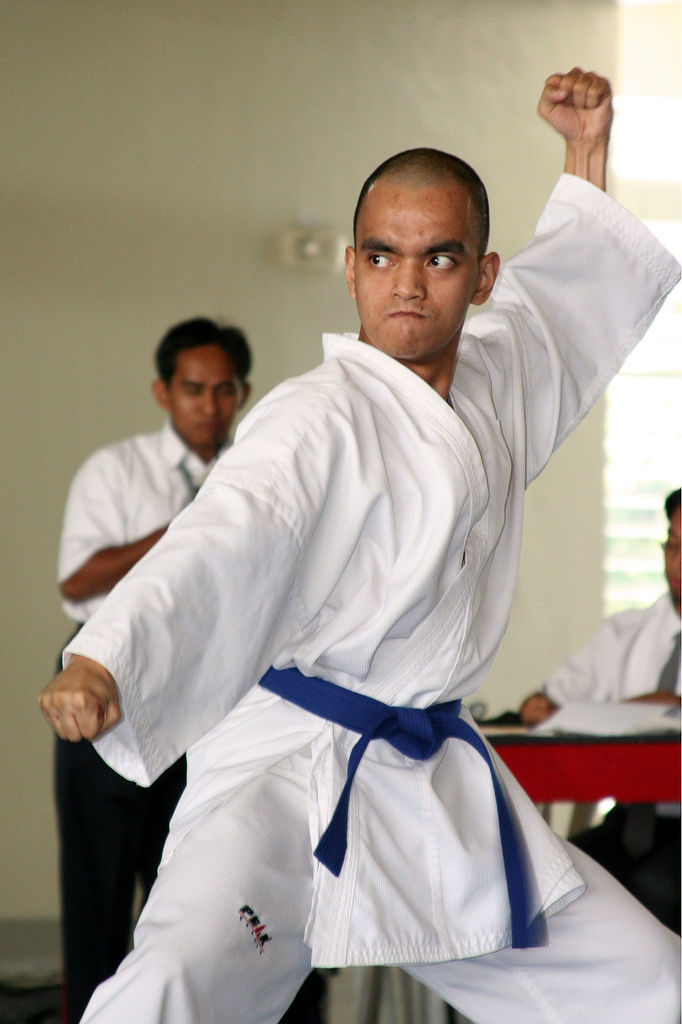
Un praticante di Karate che indossa un Karategi

Il karategi è in qualche modo simile al judogi (柔道着 o 柔道衣?, uniforme da Judo) in quanto ne condivide l'origine comune, tuttavia il materiale e il taglio del vestito sono generalmente più leggeri e cadono più larghi. A causa della natura dell'allenamento del Karate (che pone l'accento sul colpire, il calciare e un più limitato assortimento di proiezioni rispetto al Judo), il karategi si è evoluto in modo da massimizzare velocità e mobilità senza la necessità di un materiale ruvido e resistente come quello richiesto per le prese e le proiezioni nel judo.
Tuttavia i karategi più economici sono spesso tagliati da un tessuto leggero simile ad una camicia estiva. Questi karategi si rompono facilmente e tendono ad aderire alla pelle di chi li indossa, causando fastidi a seguito di eccessiva sudorazione.
La maggior parte dei karategi di qualità sono tagliati da un tessuto di cotone in grado di resistere ad un considerevole ammontare di maltrattamenti senza ridurre la mobilità del karateka. Tipicamente questi karategi usano tessuti di cotone di almeno 280 grammi, e possono resistere alle applicazioni più dure.
I praticanti più avanzati sembrano favorire tessuti ancora più pesanti: tessuti di cotone da 340 o 390 grammi sono di solito la norma, alcuni produttori offrono materiali da 450 grammi, e alcuni produttori aggiungono un processo nella produzione per pettinare i tessuti di cotone e renderli più confortevoli. Nonostante il peso maggiore di questi capi, molti praticanti esperti li preferiscono per la maggiore durata e la maggiore resistenza al sudore. Non è raro che chi pratica arti marziali si senta più rinfrescato usando un karategi più pesante rispetto ai karategi più economici (a cui spesso ci si riferisce come "karategi dello spessore della carta").
Differenti stili di Karate hanno leggere differenze nelle uniformi anche se il design di base è lo stesso; differiscono solo per la lunghezza delle maniche, delle gambe e delle falde dell'uwagi (la giacca). Molti karateka tendono a indossare la loro obi (cintura) molto più lunga dei judoka o di praticanti di altre arti marziali.
I karategi a volte sono usati per praticare altre arti, come il jujutsu; quando i praticanti sono ancora giovani e in crescita, la minor durata dei karategi rispetto ai judogi non ha molta importanza e la scelta del karategi risulta più economica.

## Il Karategi
Il karategi è composto da una giacca (detta uwagi) e dai pantaloni; sopra la giacca viene legata la cintura, di colore diverso in base al grado del praticante.
La giacca generalmente resta aperta sul petto per una maggiore comodità e resta larga sulle spalle per non aderire troppo alla pelle, ha delle ampie falde frontali che si incrociano e si legano sui fianchi tramite delle apposite stringhe.
I pantaloni sono generalmente corti (per una maggiore comodità, spesso si fermano a metà tra il ginocchio e il piede) e larghi per non aderire troppo alle gambe, vengono sostenuti da una loro cintura o negli esemplari più moderni da una fascia elastica
Gli uomini indossano sotto al karategi solo la biancheria intima, le donne sotto la giacca indossano una maglietta o un top, più le eventuali protezioni per il seno

## Storia
Il karategi si è sviluppato dal Judogi. Quando Gichin Funakoshi tenne una dimostrazione di karate in Giappone al Kōdōkan vestiva ancora il tradizionale judo gi.
In origine, prima che si diffondessero le scuole di karate, non esisteva una vera e propria uniforme, ma ognuno si vestiva come preferiva, con gli indumenti quotidiani o anche solo con la biancheria intima.